# Département de Tupungato
Le département de Tupungato est une des 18 subdivisions de la province de Mendoza, en Argentine. Son chef-lieu est la ville de Tupungato.

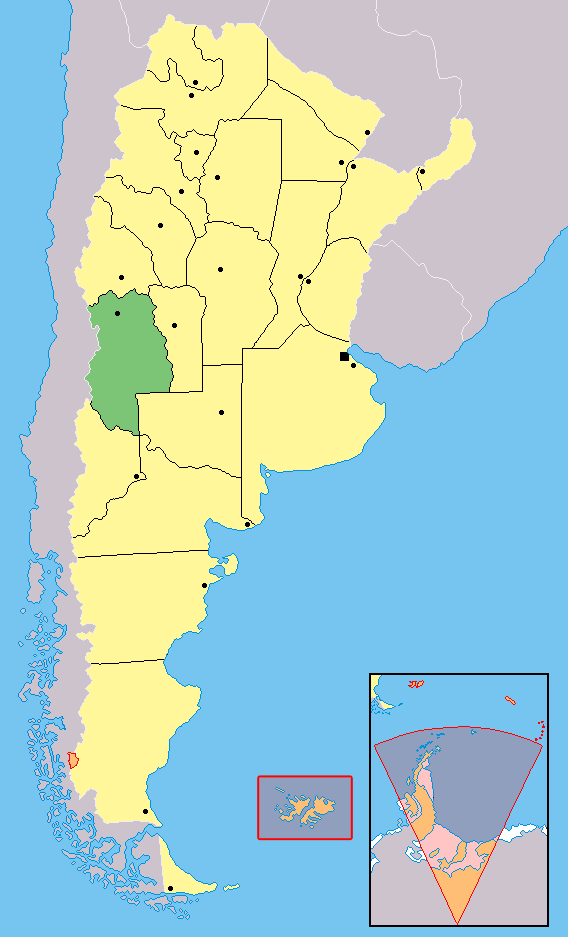
Localisation de la province de Mendoza en Argentine

Le département a une superficie de 2 485 km2, et comptait 28 539 habitants en 2001. Sa population était estimée à 32 050 habitants en 2007 (INDEC). Il tire son nom du volcan Tupungato.

## Agriculture
Le département est essentiellement agricole. La culture principale est la vigne, qui représente 30 % des surfaces cultivées. La plus grande superficie correspond à la culture des fruits, avec toutes ses variétés. Parmi elles se détachent, après la vigne, l'exploitation des noyers (nogales) ce qui fait que l'on a qualifié le département de « capitale de la noix », puis les cerises. Après ces deux cultures, c'est la pêche qui l'emporte. Suivent les pommes et les poires (dans la vallée de Uco surtout). A plus petite échelle on trouve des prunes, des coings et des abricots.

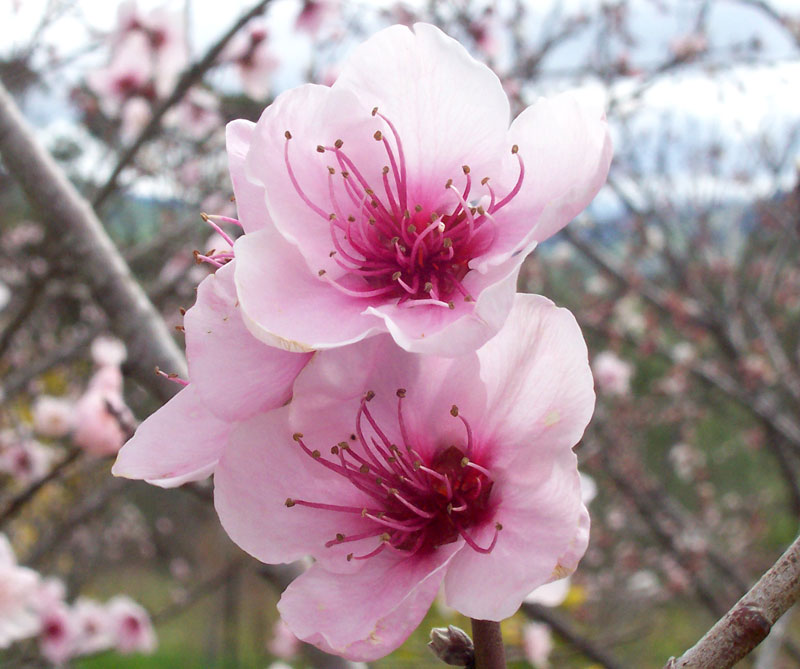
Fleurs de pêches

Les légumes suivent en importance avec un total de 5 500 ha en production.
La papaye constitue la principale culture départementale. Suit en importance la tomate, avec une notable augmentation des surfaces ensemencées ces dernières années, étant donné l'implantation dans le département d'entreprises industrielles et à de nouvelles techniques qui augmentent la productivité des sols. La culture de l'ail, de l'oignon et de la carotte se développent aussi. On en sème annuellement entre 700 et 1 000 ha. Un moindre pourcentage s'applique aux cultures de piment, des cucurbitacées et d'autres légumes.